# Purworejo (Nguntoronadi)
Purworejo is een bestuurslaag in het regentschap Magetan van de provincie Oost-Java, Indonesië. Purworejo telt 2154 inwoners (volkstelling 2010).